# Gloskär (Torsholma, Brändö, Åland)
Gloskär är en ö i Åland (Finland). Den ligger i Skärgårdshavet och i kommunen Brändö i landskapet Åland, i den sydvästra delen av landet. Ön ligger omkring 68 kilometer öster om Mariehamn och omkring 210 kilometer väster om Helsingfors.
Öns area är 7,7 hektar och dess största längd är 0,6 kilometer i sydöst-nordvästlig riktning. Ön höjer sig omkring 10 meter över havsytan.